# Курсова Марія Андріївна
Марія Андріївна Курсова (нар. 3 січня 1986, Сєверодвінськ) — російська та вірменська шахістка, гросмейстер серед жінок (2007).
Чемпіонка світу до 10 років (1996). Чемпіонка Росії серед дівчат у різних вікових категоріях: до 12 років (1998), до 14 років (2000) та до 18 років (2004).
У складі збірної Вірменії учасниця 2-х Олімпіад (2012, 2014), 2-х командних чемпіонатів світу (2011, 2015) та 2-х командних чемпіонатів Європи (2011, 2013).
Чоловік — вірменський гросмейстер Арман Пашикян.

## Зміни рейтингу
| На цьому місці має відображатися графік чи діаграма, однак з технічних причин його відображення наразі вимкнено. Будь ласка, не видаляйте код, який викликає це повідомлення. Розробники вже працюють для того, щоби відновити штатне функціонування цього графіка або діаграми. | |
| | На цьому місці має відображатися графік чи діаграма, однак з технічних причин його відображення наразі вимкнено. Будь ласка, не видаляйте код, який викликає це повідомлення. Розробники вже працюють для того, щоби відновити штатне функціонування цього графіка або діаграми. |